# Jämttjärnen, Jämtland
Jämttjärnen är en sjö i Bräcke kommun i Jämtland och ingår i Ljungans huvudavrinningsområde.